# Valentina nel metrò
Valentina nel metrò è la ventesima storia a fumetti di Valentina, celebre personaggio creato da Guido Crepax. Come nel caso di Viva Trotskij!, si tratta di un sogno di Valentina, che questa volta si è addormentata sulla metropolitana di Milano, e passa molto rapidamente da una situazione all'altra con tanti riferimenti ad altre storie di Crepax e una serie di tributi a diversi personaggi dei fumetti.

## Trama
Il sogno inizia con il controllore del treno di Viva Trotskij! che le chiede il biglietto e la umilia facendola spogliare. Dopo aver perso la sua fermata, a Cadorna viene travolta da un rinoceronte, che, una volta fotografato, rivela il volto di un uomo. Questo grosso uomo, che ricorda il professor Frankstone (Valentina con gli stivali), le lascia una valigia (Moscacieca) da cui una voce rivela la presenza di una ragazza intrappolata. Valentina la libera, ma viene rinchiusa al suo posto. A San Babila, l'uomo che porta la valigia è coinvolto in una sparatoria; un altro uomo, con l'aspetto di Humphrey Bogart, la recupera e libera Valentina.
Il viaggio prosegue con un incontro inquietante con una donna del "servizio di salvaguardia" e i suoi dobermann, seguito da un bizzarro match di pugilato. La metropolitana viene poi sconvolta da un attacco di dinosauri (un tirannosauro e un triceratopo provenienti dal Museo di Storia Naturale), che Valentina e un uomo affrontano con un escavatore. S'imbatte poi in un gruppo di hippies che vivono nel sottosuolo, in lotta contro "quelli di sopra", un rimando ai Sotterranei di Kómyatan. Valentina riesce a fuggire con uno di loro, ma viene comunque catturata e gettata nel catrame, diventando completamente nera, come nella storia del moretto (citata ne L'intrepida Valentina di carta). Un addetto alle pulizie, che ricorda l'astronauta di Riflesso, la lava e la rinchiude in un sacchetto della spazzatura.
Dopo essersi liberata, un treno della metropolitana si ferma per farla salire. Il vagone è vuoto e i nomi delle fermate leggermente alterati. Valentina ritrova la sua valigia e si riveste, ma un forte vento la interrompe. A questo punto, appare una versione bionda di sé stessa, Valentina Borelli, che scende alla sua stessa fermata. Inizia così un'invasione di personaggi iconici dei fumetti, a volte con i nomi leggermente alterati: Diabolik ed Eva Kant (Ewa Kierkegaard), Paulette e Giuseppe (Colette e Giacobbe), Corto Maltese, Barbarella, Flash Gordon, Mandrake e Lothar, Dick Tracy, L'Uomo Mascherato, i Fantastici 4, il Principe Valiant (Principe Valentino), Bianca (Candida), Dragon Lady, Tarzan, Anita, Jodelle, Guendalina, Phoebe Zeitgeist, Mara, Mort Cinder, Little Nemo. Infine, Valentina si rende conto che non riesce a trovare una via d'uscita perché è stampata su una rivista di fumetti.

## Personaggi

### Valentina Rosselli
Fotografa milanese, in questa storia è protagonista di un sogno surreale e movimentato all'interno della metropolitana di Milano.

## Pubblicazioni
- charlie settembre 1976 / febbraio 1977
- Milano Libri (Valentina assassina?) marzo 1977
- RCS (Volume 8) 2007
- Salani (Storie metropolitane) 2010
- Mondadori (Volume 10) 2015